# Marcia Bales
Marcia Bales (* 14. August 1953 als Marcia Mortensen in Salt Lake City, Utah) ist eine unter anderem bei Sierra On-Line tätige US-amerikanische ehemalige Spieledesignerin.
Bales studierte bis 1976 an der Brigham Young University und erlangte dort ihren Bachelor-Abschluss.
Sie arbeitete zunächst als Layouter und später als Storyboarder für Marvel Comics.
Ab 1993 arbeitete sie bei Brightstar Technology als leitende Künstlerin. Nach der Übernahme durch Sierra On-Line bekam sie die Chance, Spieledesignerin zu werden. Sie entwarf die beiden Spiele Shivers und Shivers II: Harvest of Souls. Außerdem war sie leitende Künstlerin bei Mixed Up Mother Goose und arbeitete bei Produkten von Sierra Home mit. Nach der Aufgabe des Home-Sortiments wechselte sie zu Primus DataSystems.
Marcia Bales zog sich – wie auch Roberta Williams und Al Lowe – aus der Branche zurück. Gemeinsam mit ihrem Ehemann Kim Bales betreibt sie seit 2002 das Mayan Beach Garden Inn, ein Bed-and-Breakfast-Hotel an der mexikanischen Karibik-Küste.
Anfang bis Mitte der 1980er Jahre war sie u. a. an mehreren Episoden folgender Zeichentrickserien als Layouterin beteiligt: Der unglaubliche Hulk (Zeichentrickserie 1982), Goldie Gold and Action Jack und Thundarr the Barbarian.
Mitte der 1980er Jahre schrieb sie Storyboards für Folgen der Serien Inhumanoids und Visionaries: Ritter des magischen Lichts.